# Epeolus crucis
Epeolus crucis är en biart som beskrevs av Cockerell 1904. Epeolus crucis ingår i släktet filtbin, och familjen långtungebin. Inga underarter finns listade i Catalogue of Life.